# Graciela Ocaña
Graciela Ocaña (sinh ngày 16 tháng 9 năm 1960) là một chính trị gia người Argentina.

## Tiểu sử
Ocaña được sinh ra và lớn lên ở vùng ngoại ô phía tây thành phố Buenos Aires của San Justo vào năm 1960. Lớn lên mà không có bố, cô mất mẹ vì tai nạn năm tuổi và được ông bà ngoại, cả hai đều nhập cư từ Tây Ban Nha. Ocaña được giáo dục tiểu học tại Trường Santa Rosa de Lima, một tổ chức được duy trì bởi các nữ tu Dominican. Cô đã được chuyển đến hệ thống trường trung học San Justo và ghi danh tại Đại học Buenos Aires năm 1978, nơi cô tốt nghiệp với bằng Khoa học chính trị năm 1983.
Ocaña sau đó liên kết với Đảng Công lý và tìm được việc làm trong khu vực tư nhân, quản lý một số doanh nghiệp xuất nhập khẩu trong khu vực San Justo.
Ocaña trở nên không bị ảnh hưởng từ Đảng Công lý sau khi áp dụng chính sách thị trường tự do bất ngờ của Tổng thống Carlos Menem sau khi nhậm chức và vào năm 1993, bà đã liên kết với tám nghị sĩ đã rời đảng để thành lập Frente Grande. Là cố vấn cho Nghị sĩ "Chacho" Álvarez (lãnh đạo đảng) của tỉnh Buenos Aires, bà được bầu vào Hạ viện Argentina với tư cách là thành viên của người kế nhiệm Frente Grande, FrePaSo, với tư cách là người của Liên minh đã đưa Álvarez đến văn phòng Phó Tổng thống năm 1999.
Ocaña có  được danh tiếng cho công việc của mình trong Tiểu ban Rửa tiền và Thủ đô trong Quốc hội, năm 2001, cô dẫn đầu các cuộc điều tra về doanh nhân Tiểu vương Yoma và Phó Tỉnh trưởng Germán Kammerath, trong số những người khác. Sự từ chức của Tổng thống Fernando de la Rúa vào tháng 12 và cuộc khủng hoảng tiếp viên đã giải tán Liên minh, theo đó Ocaña gia nhập ARI của nữ nghị sĩ Elisa Carrió, một đảng dân chủ Kitô giáo trung tả mới.
Hứng thú với lòng tự trọng của Carrió, cô được mời ứng cử với tư cách người của đảng ARI dành cho Thống đốc tỉnh Buenos Aires, nhưng cô đã từ chối, muốn tham gia ứng cử viên Quốc hội. Nổi bật trong Ủy ban Doanh nghiệp nhỏ, vào tháng 1 năm 2004, Chủ tịch Néstor Kirchner đã bổ nhiệm Giám đốc Kế hoạch Chú ý Y tế Tích hợp Quốc gia (PAMI), một chương trình bảo hiểm y tế quốc gia cho đến nay đang phải vật lộn với sự quản lý kinh niên. Được biết đến với sự khác biệt của cô với ông chủ của mình vào thời điểm đó, Bộ trưởng Y tế Ginés González García, về quyền phá thai và kiểm soát sinh đẻ (mà cô phản đối), cô đã duy trì một vị trí thấp trong khi nhận được khen ngợi khi can thiệp tích cực vào một số bệnh viện công lớn, đặc biệt là Bệnh viện Francés. Càng ngày càng xa cách lãnh đạo ARI Elisa Carrió, Ocaña chính thức từ chức vị trí của mình tại Quốc hội năm 2006.